# Tôn giáo tại Sri Lanka
Religion in Sri Lanka (2011)

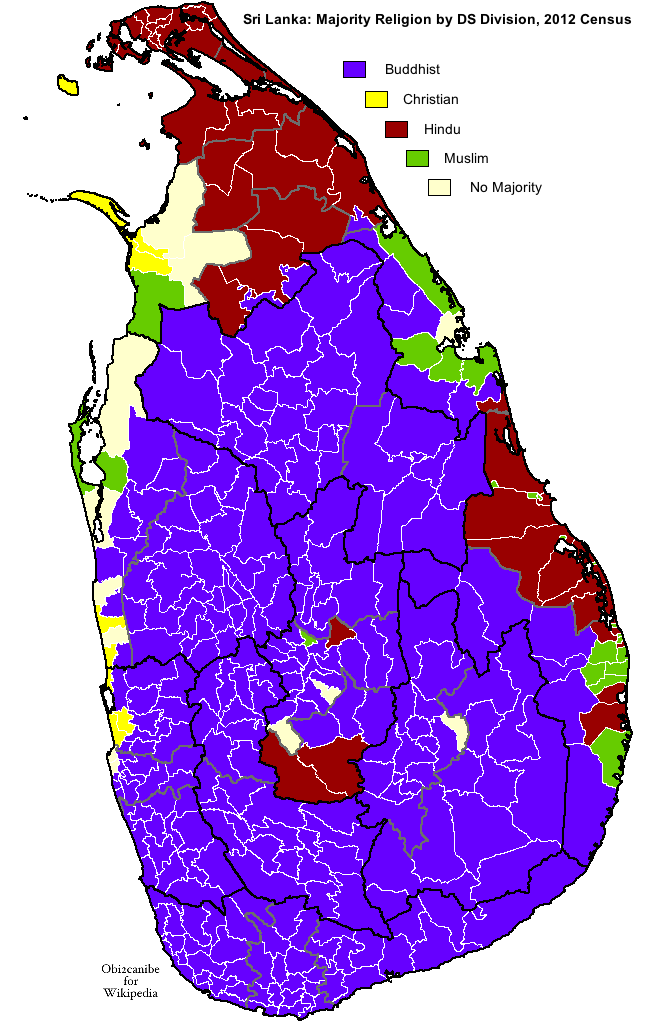
Bản đồ phân bố tôn giáo tại Sri Lanka, D.S. Divisions, 2011.

Người dân Sri Lanka là các tín đồ của nhiều tôn giáo khác nhau. Theo điều tra dân số năm 2011, 70.19% người dân Sri Lanka theo Phật giáo Thượng tọa bộ, 12.6% theo Ấn Độ giáo, 9.7% là người Hồi giáo (chủ yếu thuộc nhóm Hồi giáo Sunni) và 7.4% là tín đồ Kitô giáo (6.1% Công giáo La Mã và 1.3% khác theo các nhánh đạo Kitô khác). Năm 2008, Sri Lanka xếp hạng là quốc gia sùng đạo đứng thứ ba trên thế giới theo cuộc điều tra tôn giáo của Gallup với 99% dân số Sri Lanka cho rằng tôn giáo là một phần quan trọng trong cuộc sống hằng ngày của họ.

## Sự phân bố các nhóm tôn giáo chính tại Sri Lanka

Dữ liệu từ các cuộc điều tra năm 1981 và 2001
Phật giáo
Ấn Độ giáo
Kitô giáo
Hồi giáo

Dữ liệu từ cuộc điều tra năm 2011
Phật giáo
Ấn Độ giáo
Hồi giáo
Kitô giáo

## Phật giáo

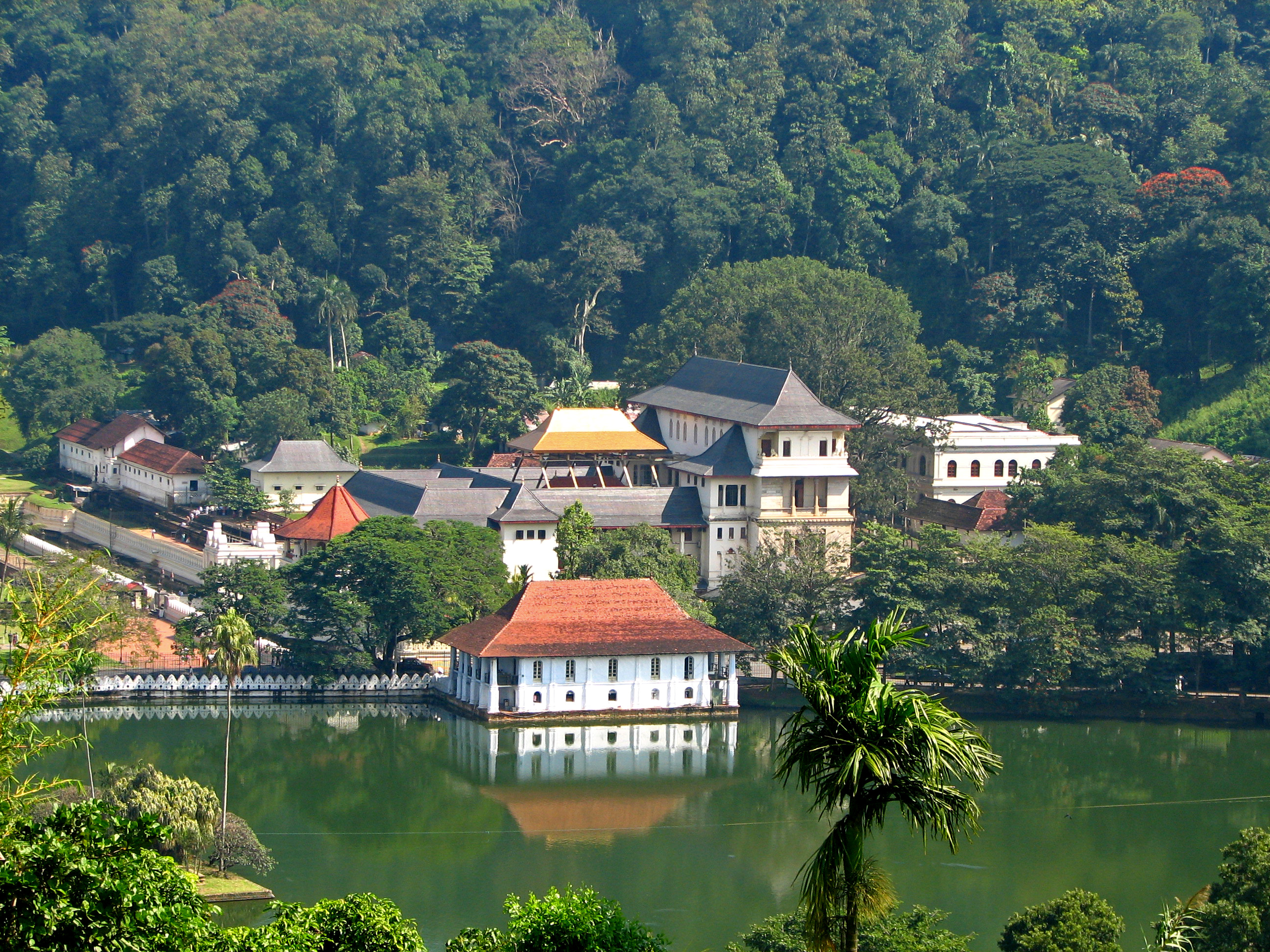
Đền Sri Dalada Maligawa tại Kandy.

Phật giáo Thượng tọa bộ là một tôn giáo lớn tại Sri Lanka, với khoảng 70% dân số cả nước là tín đồ của đạo. Ma-hi-đà, con trai của A-dục vương, đã dẫn đầu một đoàn truyền đạo tới Sri Lanka vào năm 246 TCN, Ma-hi-đà đã khiến nhà vua Tích Lan Devanampiya Tissa cải đạo sang Phật giáo. Còn Tăng-già-mật-đa, con gái của A-dục vương, thì mang một cây non của Cội Bồ-đề tại Đạo Tràng đến Sri Lanka. Nhánh non của Cội Bồ-đề, gọi là Jaya Sri Maha Bồ-đề, được nhà vua Devanampiya Tissa cho trồng tại Anuradhapura.
Kể từ đó, hoàng tộc Sri Lanka đã giúp phổ biến Phật giáo, hỗ trợ các nhà truyền giáo và cho xây dựng các tự viện, chùa chiền. Khoảng năm 200 TCN, Phật giáo trở thành một tôn giáo chính thức của Sri Lanka. Sri Lanka là đất nước có lịch sử Phật giáo duy trì lâu dài nhất, hơn hết bất kỳ một đất nước Phật giáo nào. Trong khoảng thời gian suy sút, các tu dòng Sri Lanka đã được phục nguyên thông qua các cuộc tiếp xúc với Myanmar và Thái lan. Sự ảnh hưởng của Ấn Độ và chủ nghĩa thực dân phương Tây sau này cũng góp phần vào sự suy tàn của Phật giáo Sri Lanka.
Vào giữa thế kỷ 19, các lãnh đạo tôn giáo như Migettuwatte Gunananda Thera, Hikkaduwe Sri Sumangala Thera, Henry Steel Olcott và Anagarika Dharmapala đã bắt đầu một cuộc vận động Phật giáo quốc gia thành công để chấn hưng lại Phật giáo ở Sri Lanka.

## Ấn Độ giáo

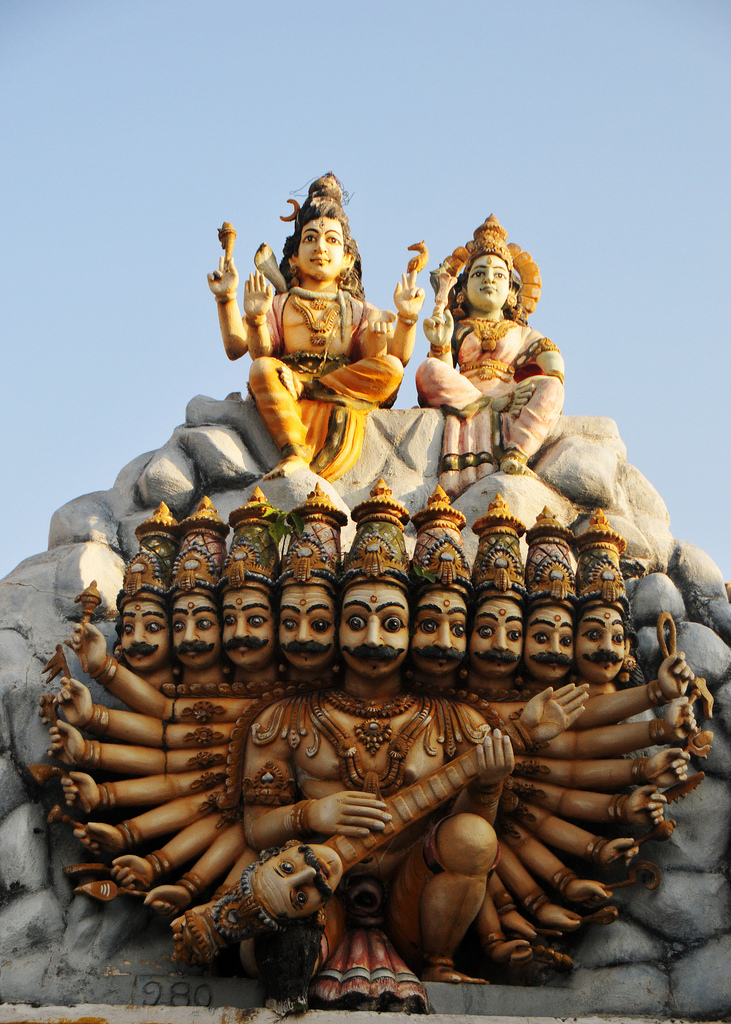
Bức tượng vua Ravana tại Đền Koneswaram.

Các tín đồ theo Ấn Độ giáo chiếm 12.6% dân số Sri Lanka. Nguồn gốc tôn giáo liên quan đến việc người Tamil di cư vào hòn đảo kể từ sau thế kỷ thứ 10, hoặc có thể trước đó nữa.
Ấn Độ giáo ở Sri Lanka phần lớn có các tín đồ là người Tamil tập trung ở phía Bắc, phía Đông và các tỉnh miền Trung.

## Hồi giáo

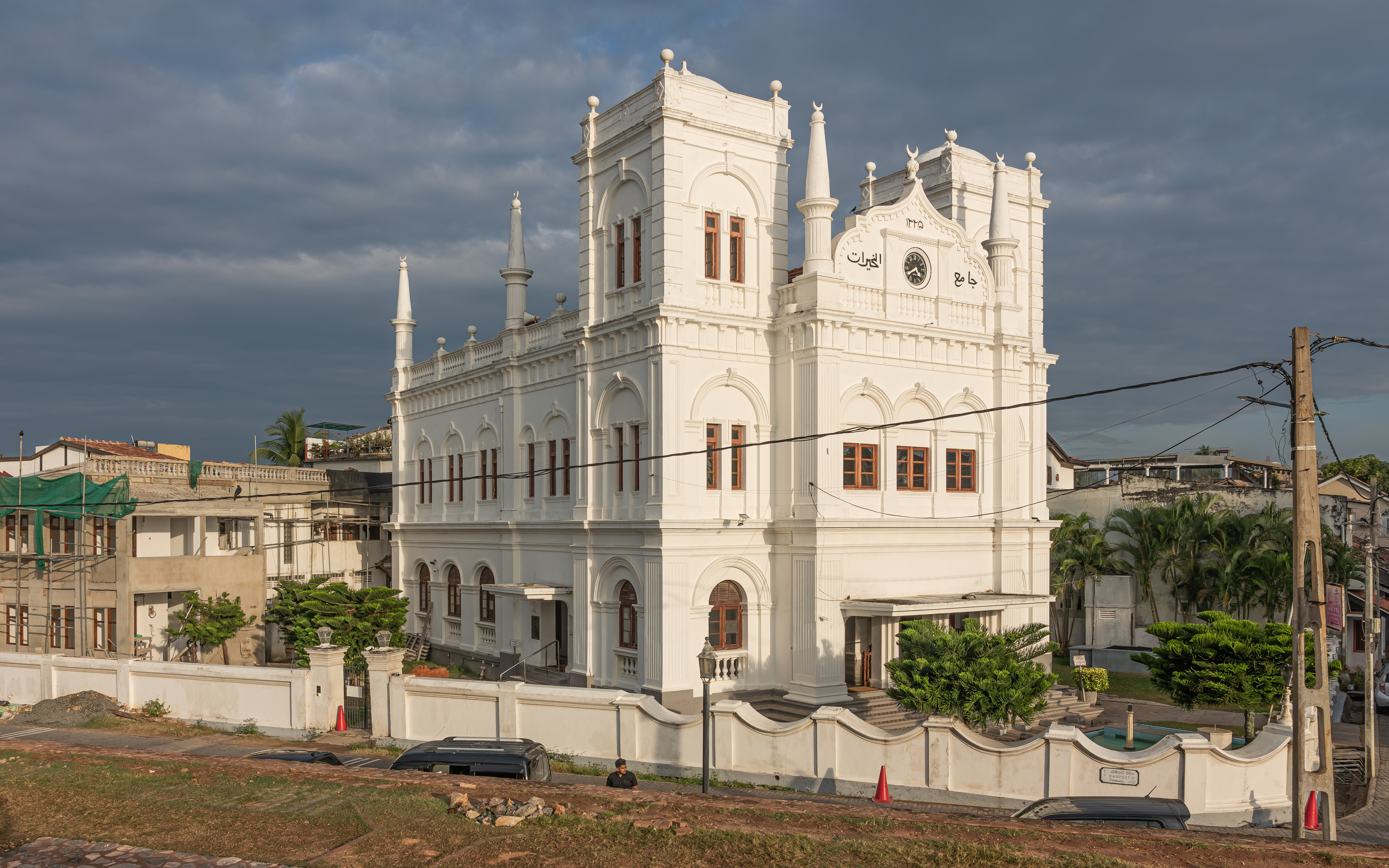
Một thánh đường Hồi giáo tại Galle.

Vào thế kỷ thứ 16, những thương nhân người Ả Rập đã kiểm soát hầu hết các hoạt động thương mại buôn bán của vùng Ấn Độ Dương, bao gồm cả của Sri Lanka. Nhiều người trong số những thương nhân định cư ở Sri Lanka, đã phổ biến và mang Hồi giáo đến đây. Tuy nhiên, khi thực dân Bồ Đào Nha đặt chân đến Sri Lanka vào thế kỷ 16, nhiều người trong số những hậu duệ của các tín đồ Hồi giáo Ả Rập trước kia đã bị hành hạ, do đó bắt buộc họ phải chuyển đến sống ở các vùng cao nguyên trung bộ và bờ biển phía Đông.
Ngày nay, khoảng 9.7% dân số Sri Lanka theo đạo Hồi; chủ yếu là người Moors và người Mã Lai.

## Kitô giáo

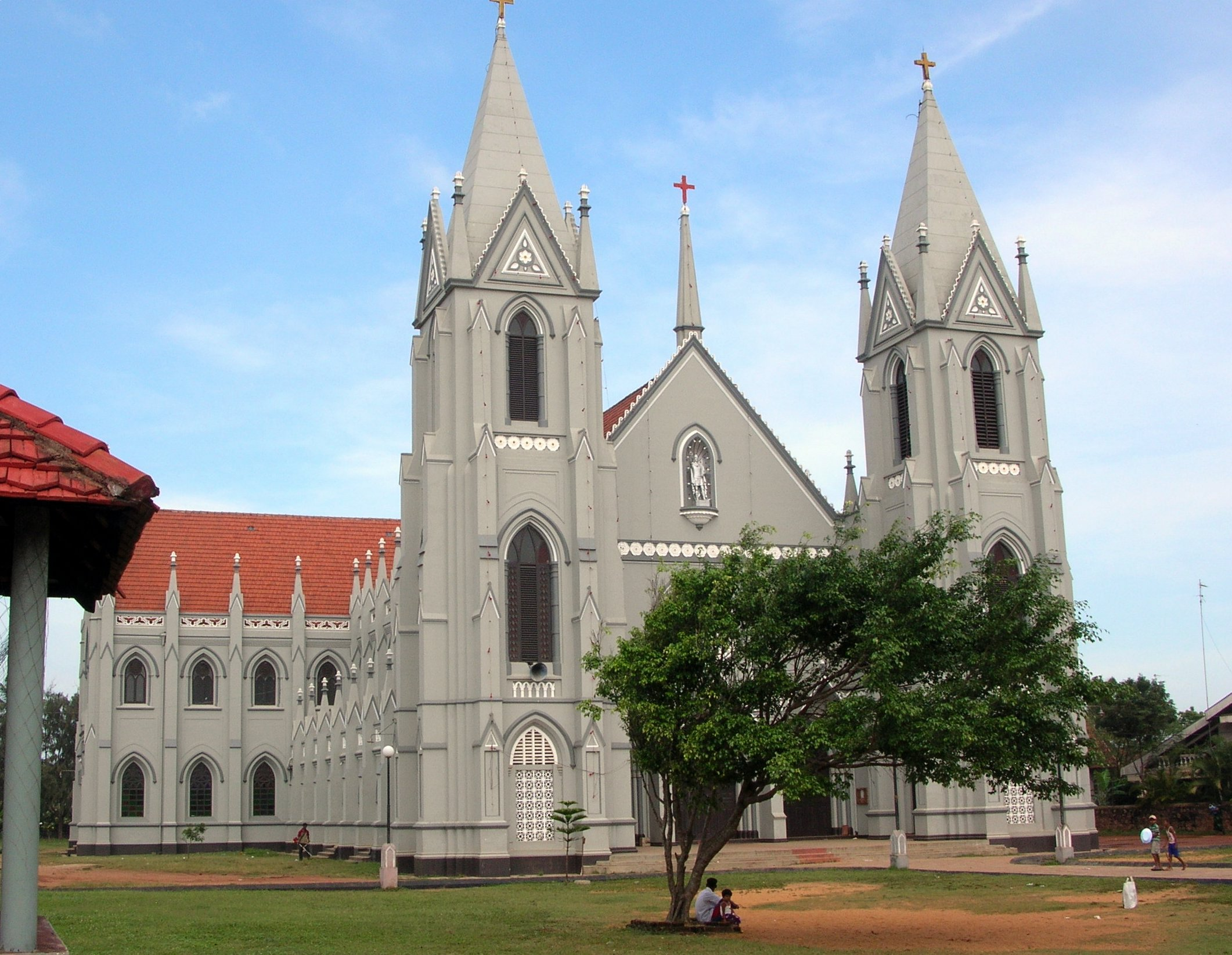
Nhà thờ St. Sebastian tại Negombo.

Theo truyền thống Kitô giáo, Kitô giáo lần đầu tiên được phổ biến tại Sri Lanka (cũng như Ấn Độ) bởi Tôma Tông đồ (as well as India) vào thế kỷ thứ 1. Sau khi Tôma đến đây, có những ghi nhận rằng một số nhóm nhỏ các tín đồ Kitô đã định cư dọc theo bờ biển Sri Lanka. Tuy nhiên, số dân theo đạo Kitô ở Sri Lanka vẫn không hề tăng nhanh hoặc đột ngột cho đến khi những nhà truyền giáo người Bồ Đào Nha đến vào thế kỷ thứ 15. Thế kỷ 17, thực dân Hà Lan cai trị Sri Lanka và những nhà truyền giáo người Hà Lan đã thành công cải khoảng 21% dân số Sri Lanka sang đạo Kitô năm 1622.
Năm 1796, chủ nghĩa thực dân Hà Lan bị thay thế bởi Đế quốc Anh, năm 1802, Ceylon (Sri Lanka) trở thành thuộc địa Anh. Những nhà truyền giáo thuộc Anh giáo và các nhánh đạo Tin Lành khác đặt chân đến Sri Lanka vào đầu thế kỷ 19, khi mà thực dân Anh cai trị Sri Lanka thay thế người Hà Lan.
Mặc dù vậy, Kitô giáo ở Sri Lanka đã suy sút trầm trọng kể từ sau khi Sri Lanka giành được độc lập từ các đế quốc phương Tây. Những năm 1980, số dân theo đạo Kitô (phần lớn tập trung ở phía Tây Bắc Sri Lanka) chiếm 8% (tức khoảng 1,283,600 người) dân số Sri Lanka. Trong tổng số đó, khoảng 88% là tín đồ Công giáo, còn lại là Anh giáo và Tin Lành.

## Xem thêm

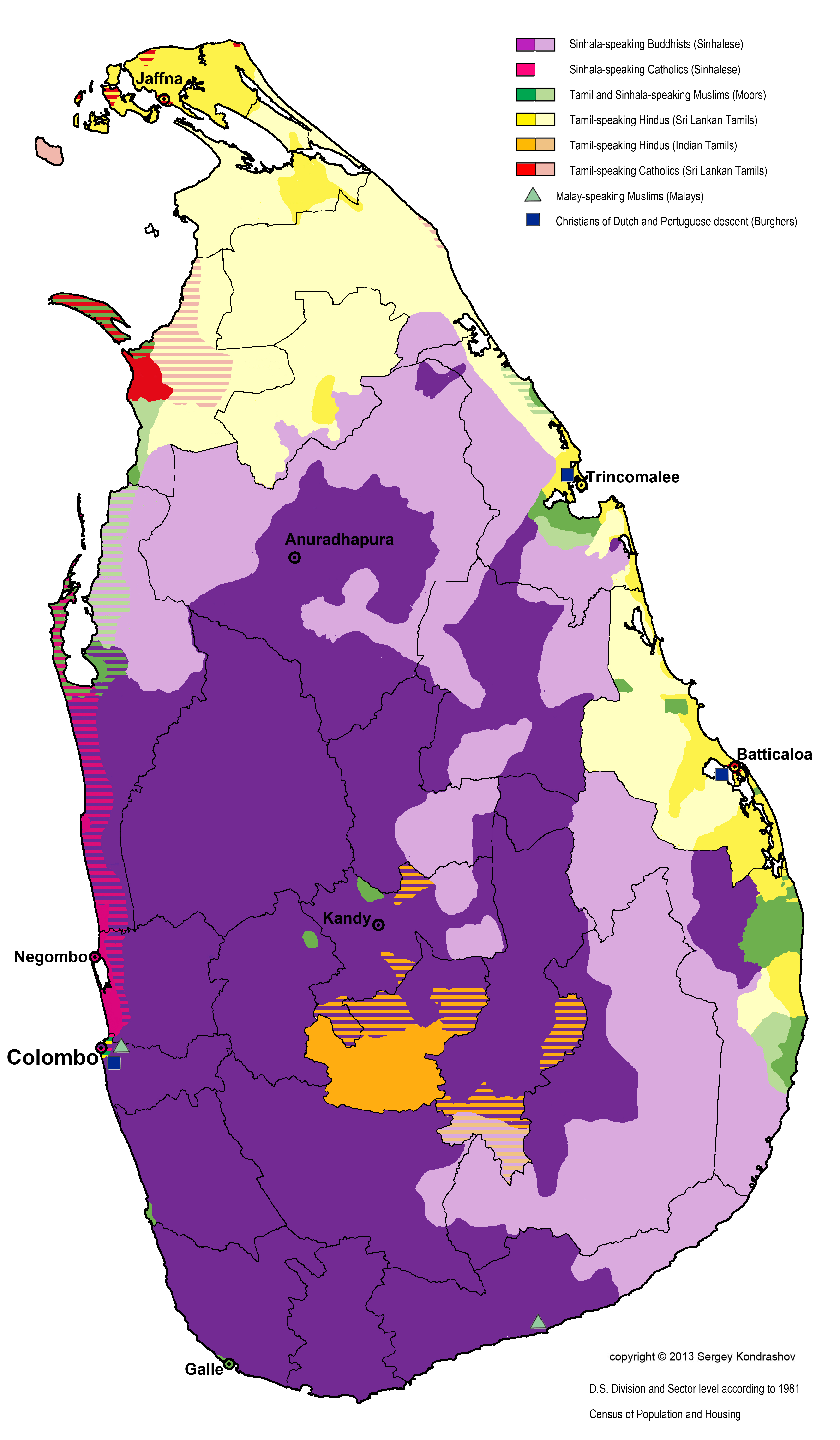
Sự phân bố về ngôn ngữ và các nhóm tôn giáo tại Sri Lanka the bởio D.S. Divisions và Sector level, theo Điều tra Dân số và Nhà ở năm 1981.